# Jean-Pierre Martins
Pour les articles homonymes, voir Martins.
Jean-Pierre Martins, né le 29 octobre 1971, est un musicien et acteur franco-portugais.

## Biographie
Musicien au sein du groupe Silmarils, il débute au cinéma grâce à Chantal Lauby et son film Laisse tes mains sur mes hanches. Mais c'est en interprétant Marcel Cerdan dans le film La Môme d'Olivier Dahan, avec Marion Cotillard, que le public et la profession le découvrent réellement. En 2010, l'acteur prend le dessus sur le musicien pour tourner six films et quatre téléfilms.

## Filmographie

### Cinéma

#### Courts métrages
- 2007 : Le Syndrome de Stockholm de David Mabille : le gangster 1
- 2008 : King Crab Attack de Grégoire Sivan : Basile Garaud
- 2009 : Le Rescapé de l'hippocampe de Julien Lecat : Franck
- 2009 : Papi Noël de Francis Grosjean
- 2009 : Calzone de Vincent dos Reis
- 2010 : Demande à la mer d'Éric Paccoud
- 2012 : Emprise de Vincent Arnaud

#### Longs métrages
- 2003 : Laisse tes mains sur mes hanches de Chantal Lauby : Kader
- 2005 : L'Empire des loups de Chris Nahon : le professeur Ravi
- 2007 : La Môme d'Olivier Dahan : Marcel Cerdan
- 2008 : Mes stars et moi de Lætitia Colombani : Bruno
- 2008 : Coluche, l'histoire d'un mec d'Antoine de Caunes : Romain Goupil
- 2008 : Commis d'office de Hannelore Cayre : Barsamian
- 2009 : Gamines d'Éléonore Faucher : Salvatore
- 2010 : La Horde de Yannick Dahan et Benjamin Rocher : Ouessem
- 2010 : Thelma, Louise et Chantal de Benoît Pétré : le garagiste de la casse
- 2010 : 600 kilos d'or pur d'Éric Besnard : Lionel
- 2010 : Pieds nus sur les limaces de Fabienne Berthaud : Jonas
- 2010 : L'Étranger de Franck Llopis : le flic
- 2011 : Ma part du gâteau de Cédric Klapisch : JP, le mari de Josy
- 2012 : Une nuit de Philippe Lefebvre : Jo Linder
- 2012 : Les Seigneurs d'Olivier Dahan
- 2013 : La Cage dorée de Ruben Alves : Carlos
- 2013 : Nos héros sont morts ce soir de David Perrault : Simon
- 2014 : Un beau dimanche de Nicole Garcia : Balou
- 2016 : Saint Georges (São Jorge) de Marco Martins : Albano
- 2020 : Antoinette dans les Cévennes de Caroline Vignal : Shériff
- 2022 : En roue libre de Didier Barcelo : Gallo
- 2023 : Monsieur, le Maire de Karine Blanc et Michel Tavares : Tony

### Télévision
- 2007 : Opération Turquoise d'Alain Tasma : le maître principal Augery
- 2008 : Palizzi, épisode Codétenance
- 2009 : Blackout de René Manzor : Yann
- 2010 : Malevil de Denis Malleval : Grégoire
- 2010 : Manège de Françoise Charpiat (mini-série)
- 2011 : Celle que j'attendais de Bernard Stora : Sam
- 2011 : Profilage, saison 3 épisode 3 Le Plus beau jour de sa vie d'Alexandre Laurent : Simon Andrieux
- 2015 : La FRAT, de Shaun Severi  : Frank Zeitbak
- 2016: Ça va marcher, de Guillaume Karoubi  : Jean-Pierre
- 2016-2020 : Baron noir de Ziad Doueiri : Bruno Rickwaert
- 2016 : Santa Bárbara, série créée par Artur Ribeiro : Olivier Lencastre
- 2016 : Amor Maior, série : Eduardo Borges
- 2018 : Meurtres en Haute-Savoie de René Manzor : Roch
- 2018 : Alice Nevers, le juge est une femme, épisodes La Corde Sensible et Mères en Colère : Renaud Fromentin
- 2021 : Les Petits Meurtres d'Agatha Christie, saison 3 épisode 1 La Nuit qui ne finit pas : Richard Duval
- 2023 : Killer Coaster de Nikola Lange : Fraco (série Prime Vidéo)
- 2023 : La Fille qu'on appelle de Charlène Favier : Max

### Publicité
- 2008 : La Fête du cinéma 2008 réalisé par Fernand Berenguer
- Clip publicitaire pour Cartier (pour internet) réalisé par Olivier Dahan